# Carlota de Meclemburgo-Strelitz
Carlota de Meclemburgo-Strelitz (nome pessoal em alemão: Sophie Charlotte zu Mecklenburg-Strelitz;
Mirow, 19 de maio de 1744 – Londres, 17 de novembro de 1818) foi esposa do rei Jorge III e Rainha Consorte da Grã-Bretanha e Irlanda e depois do Reino Unido da Grã-Bretanha e Irlanda de 1761 até sua morte. Também foi Eleitora Consorte e posteriormente Rainha Consorte de Hanôver. Era filha de Carlos Luís de Meclemburgo-Strelitz, Príncipe de Mirow, e de sua esposa, a princesa Isabel Albertina de Saxe-Hildburghausen.
A rainha Carlota era uma mecenas das artes, conhecida de Johann Christian Bach e Wolfgang Amadeus Mozart entre outros. Também era uma botânica amadora que ajudou a expandir os Reais Jardins Botânicos de Kew. Jorge III e Carlota tiveram quinze filhos, treze dos quais chegaram à idade adulta. É a avó paterna da rainha Vitória do Reino Unido.

## Início de vida

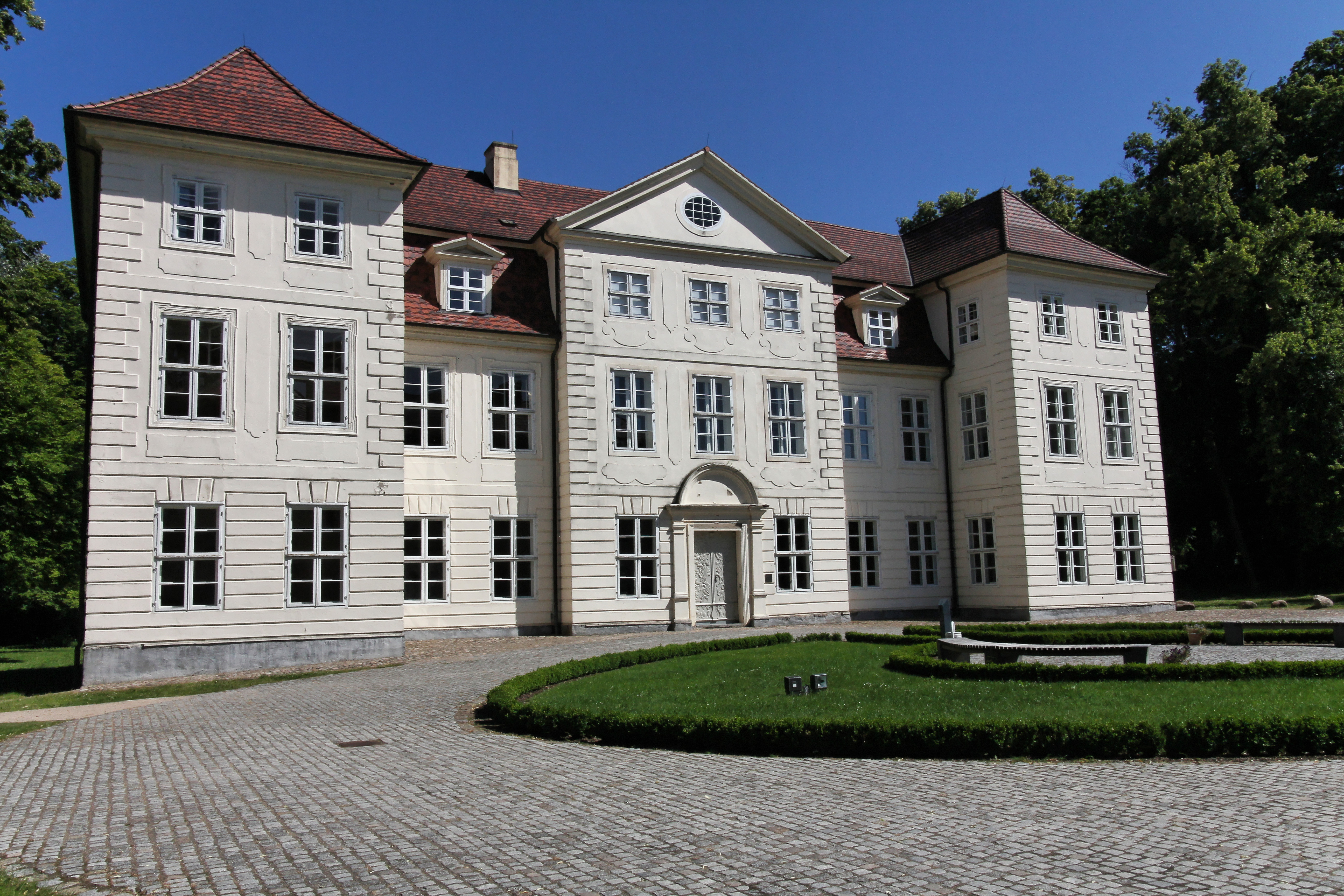
O Castelo de Mirow, local de nascimento de Carlota

Sofia Carlota de Meclemburgo-Strelitz nasceu em 19 de maio de 1744. Ela era a filha mais nova de Carlos Luís Frederico de Meclemburgo-Strelitz, príncipe de Mirow (1708–1752), e de sua esposa, a princesa Isabel Albertina de Saxe-Hildburghausen (1713–1761). Meclemburgo-Strelitz era um pequeno ducado no norte da Alemanha que pertencia ao Sacro Império Romano-Germânico.
Os filhos do príncipe Carlos nasceram todos no Castelo de Mirow, um palácio modesto que quase pode ser considerado uma casa de campo. A vida em Mirow era quase idêntica à de uma família de simples baixa nobreza inglesa do campo. A manhã era dedicada ao estudo e a aulas de costura, bordados e croché, para os quais Carlota e a irmã Cristiana, tinham muito talento. Foram educadas de forma muito cuidadosa, tendo recebido uma educação admirável e receberam os seus princípios religiosos por parte da mãe. Seus pais contrataram indivíduos notáveis para serem tutores de seus filhos, entre eles Gottlob Burchard Genzmer e Friderike Elisabeth von Grabow. Foram também ensinados por M. Gentzner, um pastor luterano de grande reputação que tinha um conhecimento profundo de botânica, mineralogia e ciência. Carlota também aprendeu a tocar cravo pelo compositor Johann Georg Linike. No entanto, de acordo com relatórios diplomáticos na época de seu noivado com Jorge III em 1761, Carlota recebeu "uma educação muito medíocre" e os britânicos contemporâneos, incluindo Elizabeth Montagu, expressaram ansiedade sobre a suposta provincianidade da educação de Carlota. Somente depois que seu irmão Adolfo Frederico sucedeu ao trono ducal, em 1752, Carlota ganhou alguma experiência com os deveres principescos e com a vida na corte.

## Casamento

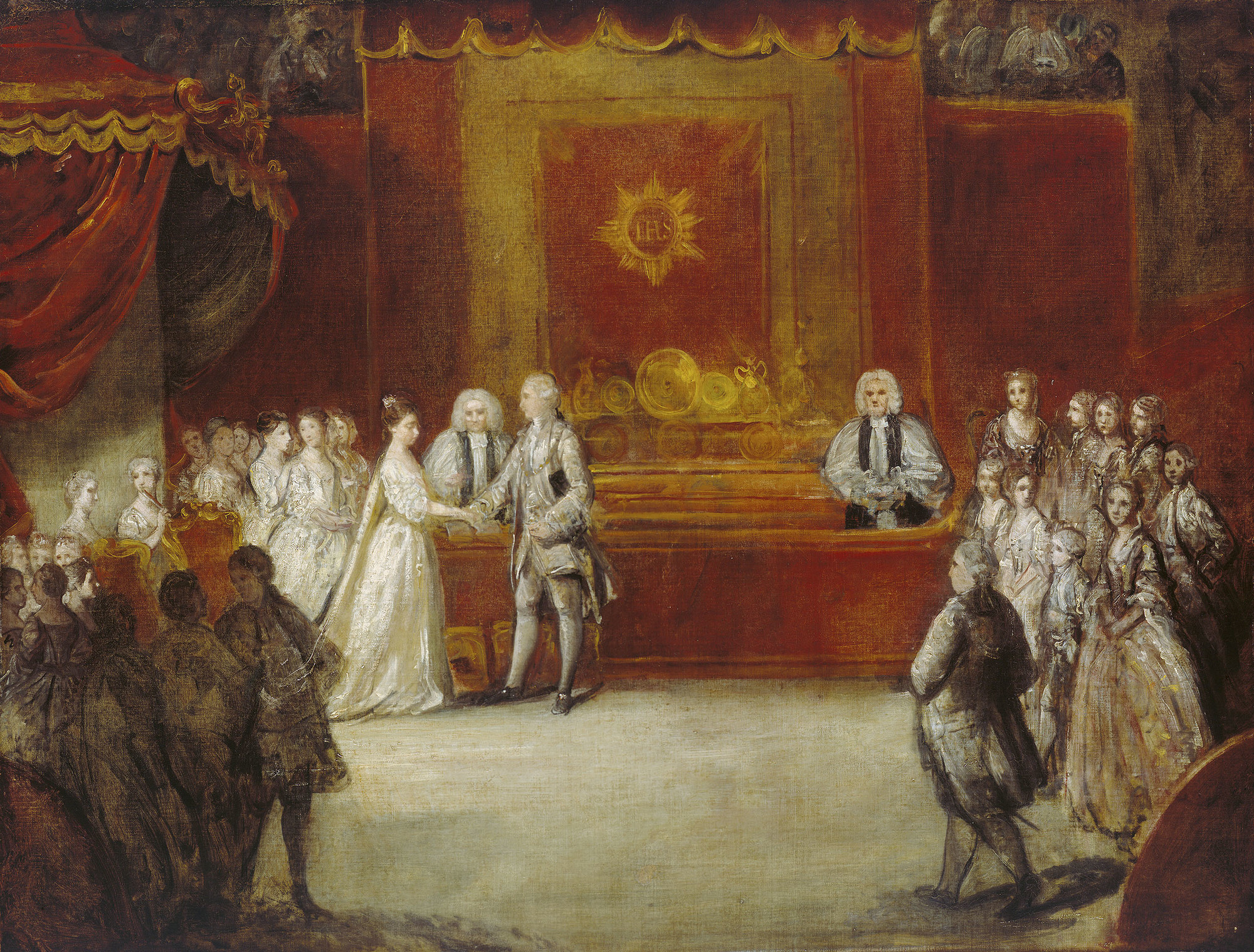
O Casamento de Jorge III, por Joshua Reynolds, 1761

Quando o rei Jorge III sucedeu ao trono da Grã-Bretanha após a morte do seu avô, o rei Jorge II, foi considerado que tinha chegado a altura de procurar uma noiva que pudesse cumprir todos os deveres da sua importante posição, de forma a satisfazer todo o país. Carlota não foi originalmente considerada como uma noiva em potencial, mas o Ministro de Hanôver em Londres, Barão Philip Adolphus von Münchausen, sugeriu-a como candidata, provavelmente devido às relações positivas entre Hanôver e Meclemburgo-Strelitz.
O coronel Graeme, que tinha sido enviado a várias cortes alemãs numa missão de investigação, falou dos encantos do carácter e das excelentes qualidades intelectuais da princesa Carlota, na altura com 17 anos de idade. Embora não fosse certamente uma beldade, o rosto da duquesa era muito expressivo e mostrava grande inteligência. Não era alta, mas tinha uma figura esbelta e bastante bonita. Os seus olhos brilhantes iluminavam-se com bom humor e vivacidade, a sua boca era grande, tinha dentes brancos e direitos e o seu cabelo era de um bonito tom castanho-claro. Ademais, uma união com Carlota era interssante em parte porque havia sido criada em um insignificante ducado do norte da Alemanha e, portanto, provavelmente não teria experiência ou interesse em política de poder ou intrigas partidárias. Isso provou ser o caso; para garantir, Jorge III a instruiu logo após o casamento a "não se intrometer", um preceito que ela seguiu obedientemente.
O rei anunciou ao conselho a sua intenção de se casar com a princesa em julho de 1761, segundo era costume, e lorde Hardwicke foi enviado a Meclemburgo para pedir a mão de Carlota em nome do rei. O irmão de Carlota, o duque Adolfo Frederico IV de Meclemburgo-Strelitz, e a sua mãe queriam um casamento proeminente para a jovem princesa e receberam-no com todas as honras que o pequeno Estado era capaz de lhe mostrar. O enviado regressou à Inglaterra um mês depois da sua partida, depois de ter completado todos os preliminares necessários e satisfeito com a sua missão. Tragicamente, a mãe de Carlota morreu em 29 de junho, após incentivar o noivado através de uma vasta correspondência com a mãe de Jorge III, a princesa Augusta.
No fim de agosto de 1761, uma comitiva de escoltas partiu da Alemanha para acompanhar a duquesa Carlota à Inglaterra. Faziam parte do grupo a duquesa de Ancaster, a duquesa de Hamilton, ambas camareiras da rainha, a Sra. Tracey, criada de quarto, o conde Harcourt, que estava a representar o rei, e o general Graeme. Uma forte tempestade apanhou-os no caminho e um trovão incendiou várias árvores na estrada que o grupo tinha de passar. Apesar de tudo, o grupo chegou em segurança a Cuxhaven e embarcou numa frota de iates e navios de guerra britânicos comandados pelo almirante Anson. Um dos navios era um iate especial que tinha sido rebatizado de HMY Royal Charlotte em honra da futura rainha. A viagem por mar, que normalmente durava três dias, demorou nove devido a uma tempestade. Em vez de aportarem em Greenwich, onde estava tudo preparado para receber a princesa, o almirante Anson achou melhor largar âncora no porto mais próximo, Harwich, onde permaneceram o resto da noite de domingo, dia 6 de setembro. Na manhã seguinte, o grupo deixou o navio e viajou para Essex, onde descansaram e depois seguiram viagem para Londres. A princesa chegou ao Palácio de St. James no dia 7 de setembro e conheceu o rei e a família real. No dia seguinte, às 9 horas da noite, realizou-se a cerimônia de casamento na capela real, celebrada pelo arcebispo da Cantuária, Thomas Secker. Na altura do seu casamento, Carlota falava pouco inglês. No entanto, aprendeu rapidamente o idioma, embora falasse com um forte sotaque alemão. Um observador comentou: "Ela é tímida no início, mas fala muito quando está entre pessoas que conhece." A coroação de Jorge III e Carlota foi realizada na Abadia de Westminster duas semanas depois, em 22 de setembro, após uma breve lua de mel em Richmond Lodge.

## Rainha

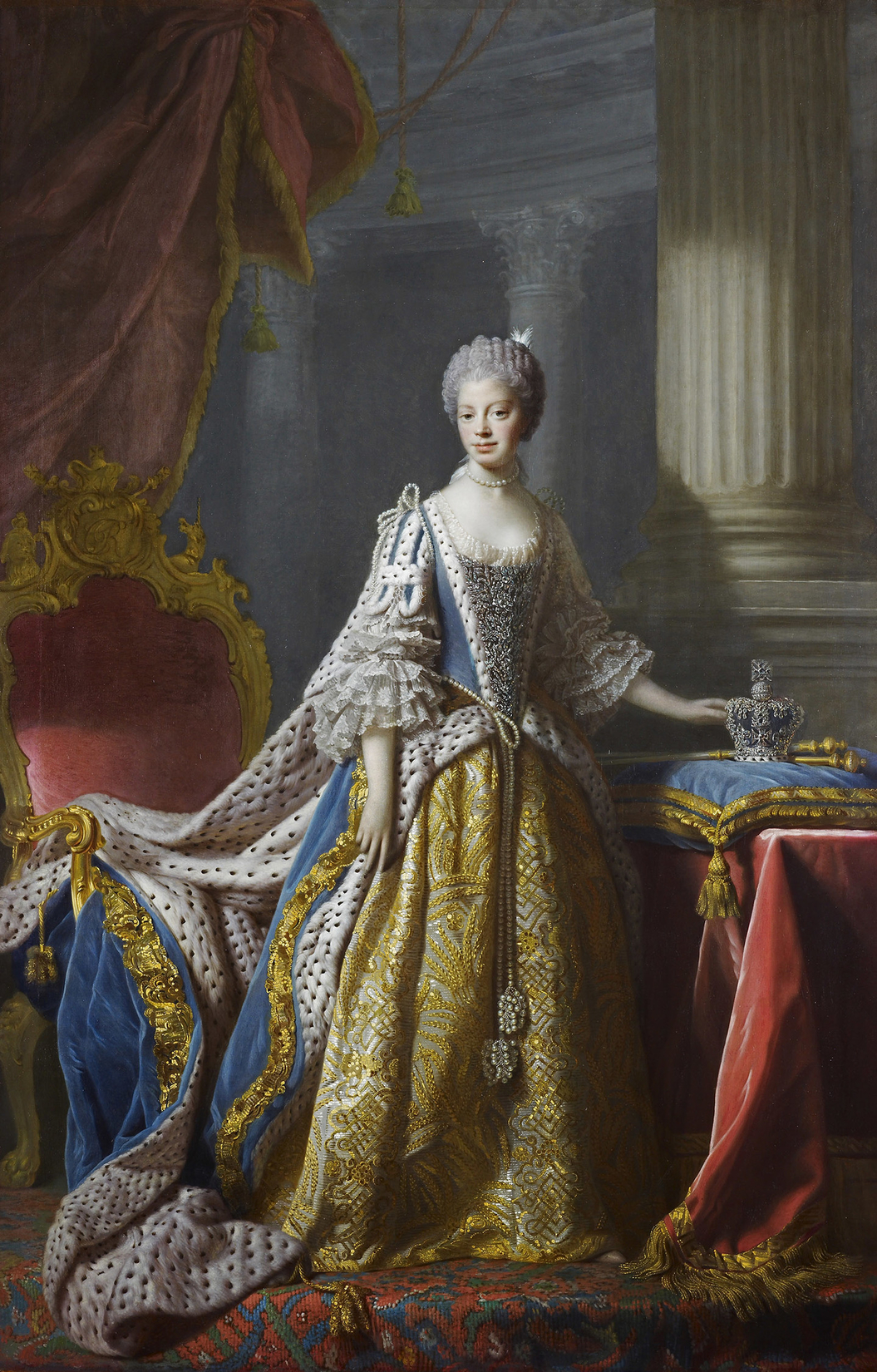
Rainha Carlota com o traje de coroação, por Allan Ramsay, c. 1762

Existem poucas dúvidas de que os primeiros anos de casamento da jovem rainha não foram felizes. O rei estava atarefado com os seus deveres políticos e a sua mãe, segura do apoio do seu favorito, John Stuart, lord Bute, podia exercer toda a influência e autoridade que a idade, o conhecimento e a posição de uma mãe lhe davam, ao contrário do casal jovem e pouco experiente. A jovem rainha não conseguiu resistir e criou-se uma espécie de despotismo no palácio onde a sua sogra controlava tudo o que ela fazia. O próprio rei, muito influenciado pela mãe, não se sentia tentado a intervir e assumiu que tudo estava a correr bem. Carlota já não podia manter relações íntimas com as damas do palácio e era uma regra de etiqueta da corte que todos os que a frequentavam não deviam dirigir-se à rainha excepto acompanhados dos seus criados alemães. Os jogos de cartas, que Carlota adorava, também estavam interditos. Naturalmente, existiam também as facções alemãs e inglesas entre os criados, cada uma lutando zelosamente pelo favor da rainha, ditando os termos e condições do seu serviço e ameaçando regressar à Alemanha se não recebessem determinados privilégios. A rainha tinha tantos problemas com os seus criados como o seu marido tinha com os seus ministros insubordinados.

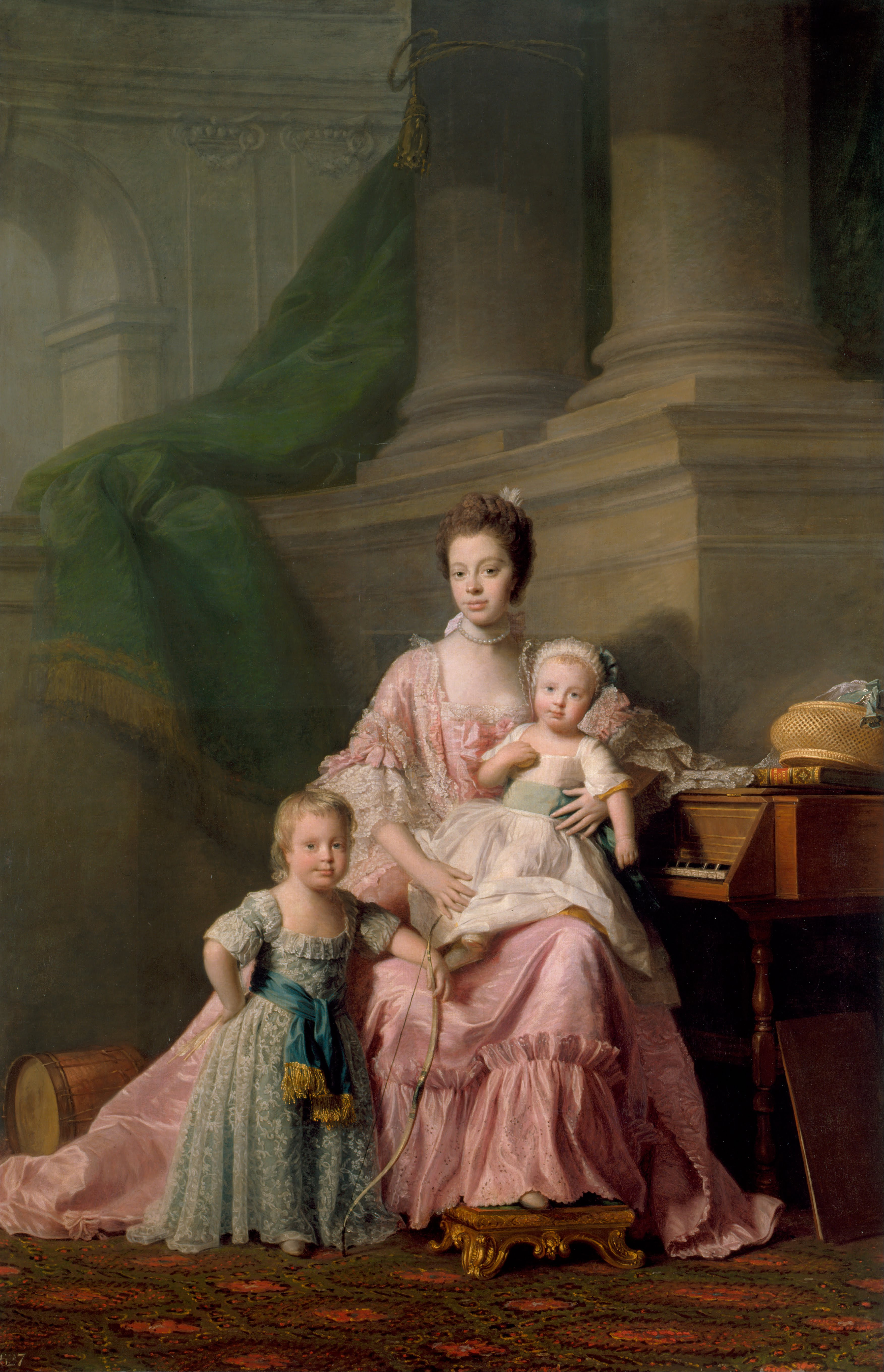
Rainha Carlota Carlota com os seus dois filhos mais velhos, por Allan Ramsay, c. 1764

Apesar disto, o casamento foi um sucesso, e, em 12 de agosto de 1762, a rainha deu à luz o seu primeiro filho, o príncipe de Gales que, mais tarde, se tornaria o rei Jorge IV. A 13 de setembro, a rainha esteve presente na capela real para a cerimónia de acção de graças que aconteceu pouco depois do nascimento. A cerimónia de baptismo do príncipe de Gales, que se realizou no Palácio de St. James, teve grande pompa e circunstância. O berço no qual o bebé estava deitado estava coberto de tecidos sumptuosos e renda de Bruxelas. Ao longo do casamento, o casal teve quinze filhos, dos quais apenas dois (Otávio e Alfredo) morreram na infância.
O Palácio de St. James funcionava como residência oficial do casal real, mas o rei havia comprado recentemente uma propriedade próxima, a Casa de Buckingham, localizada na extremidade oeste do St. James's Park. A casa que constituiu a base do actual palácio foi construída por John Sheffield, 1º Duque de Buckingham e Normanby em 1703 com um projecto de William Winde. A Casa de Buckingham foi posteriormente vendida pelo descendente de Buckingham, sir Charles Sheffield, ao rei Jorge III em 1761 por £21 000. Mais privada e compacta, a nova propriedade ficava em meio a um parque ondulado não muito longe do Palácio de St. James. Por volta de 1762, o rei e a rainha se mudaram para esta residência, que originalmente pretendia ser um retiro privado. A rainha passou a favorecer esta residência, passando tanto tempo lá que ela passou a ser conhecida como The Queen's House. De fato, em 1775, uma Lei do Parlamento atribuiu a propriedade à rainha Carlota em troca de seus direitos à Somerset House. A maioria dos quinze filhos do casal nasceram na Casa de Buckingham, embora o Palácio de St. James tenha permanecido a residência real oficial e cerimonial.
Durante seus primeiros anos na Grã-Bretanha, o relacionamento tenso de Carlota com sua sogra, Augusta, causou-lhe dificuldade em se adaptar à vida da corte britânica. Augusta interferiu nos esforços de Carlota para estabelecer contatos sociais, insistindo na etiqueta rígida da corte. Além disso, Augusta nomeou muitos funcionários de Carlota, entre os quais vários deveriam relatar a Augusta sobre o comportamento da rainha. Carlota recorreu a amizades entre a sua criadagem alemã, principalmente com Juliane von Schwellenberg, que se tornou sua confidente. A correspondência pessoal de Carlota com seu irmão, Carlos II, Grão-Duque de Meclemburgo-Strelitz, revelou a profundidade de sua solidão e de sua frustração com os regulamentos da vida real.
O rei Jorge III apreciava atividades no campo e passeios a cavalo, e preferia manter a residência de sua família, tanto quanto possível, nas então cidades rurais de Kew e Richmond. Ele favorecia uma vida doméstica informal e relaxada, para desgosto de alguns cortesãos mais acostumados a demonstrações de grandeza e protocolo rígido. Lady Mary Coke ficou indignada ao saber, em julho de 1769, que o rei, a rainha, seu irmão visitante, o príncipe Ernesto, e lady Effingham haviam saído para um passeio por Richmond sozinhos, sem nenhum criado: "Não estou satisfeita, em minha mente, com a propriedade de uma Rainha caminhar pela cidade sem supervisão." Coke ainda chamou atenção a semelhança da rainha Carlota com sua filha mais velha, Carlota, Princesa Real: "tão parecida que não poderia ser confundida com nenhuma outra pessoa".

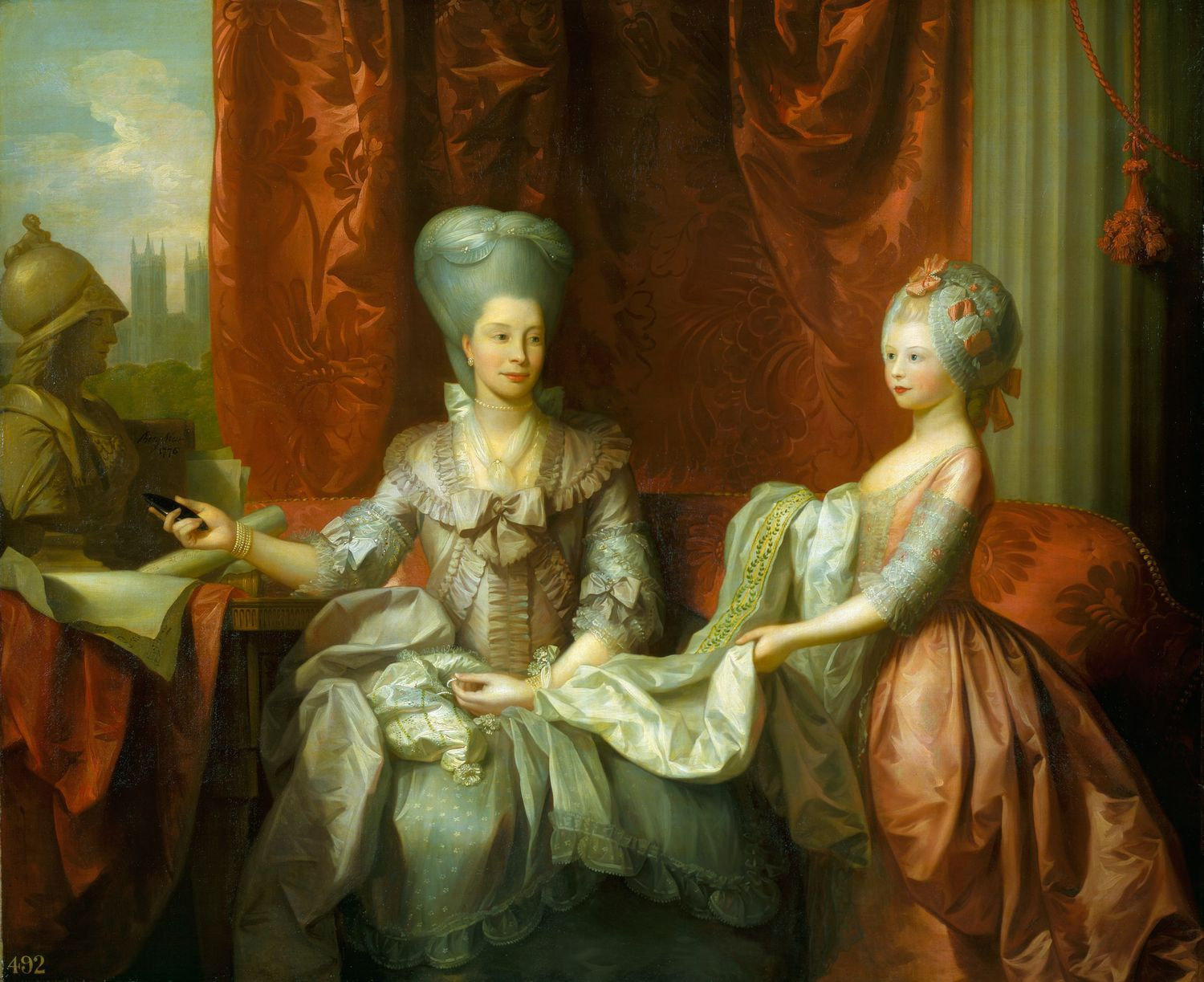
Rainha Carlota com Carlota, Princesa Real, por Benjamin West, 1776

A partir de 1778, a família real passou grande parte do seu tempo numa residência recém-construída, a Queen's Lodge em Windsor, em frente ao Castelo de Windsor, no Windsor Great Park, onde o rei gostava de caçar veados. A rainha foi responsável pela decoração interior da sua nova residência, descrita por uma amiga da família real e diarista Mary Delany: "A entrada para a primeira sala era deslumbrante, toda mobilada com um lindo papel indiano, cadeiras cobertas com diferentes bordados das cores mais vivas, copos, mesas, arandelas, com o melhor gosto, tudo calculado para dar a maior alegria ao local."
Carlota tratava as acompanhantes de suas filhas com cordialidade e amizade, o que se reflete nesta nota que ela escreveu para a governanta assistente de suas filhas, Mary Hamilton:
Minha cara Srta. Hamilton, O que posso dizer? Não muito, na verdade! Mas desejo-lhe um bom dia, na linda sala azul e branca onde tive o prazer de sentar e ler com você O Eremita, um poema que é tão meu favorito que o li duas vezes neste verão. Oh! Que bênção estar em boa companhia! Muito provavelmente eu não teria conhecido nenhum poeta ou poema se não fosse por você.
Carlota teve alguma influência nos assuntos políticos por meio do rei. Sua influência foi discreta e indireta, como demonstrado na correspondência com seu irmão Carlos. Ela usou sua proximidade com Jorge III para se manter informada e fazer recomendações para cargos. Aparentemente, suas recomendações não foram diretas, pois em uma ocasião, em 1779, ela pediu a seu irmão Carlos que queimasse sua carta, porque o rei suspeitava que uma pessoa que ela havia recomendado recentemente para um cargo era cliente de uma mulher que vendia cargos. Carlota se interessava particularmente por questões alemãs. Ela se interessou pela Guerra da Sucessão da Baviera (1778-1779), e é possível que tenha sido devido aos seus esforços que o rei apoiou a intervenção britânica no conflito contínuo entre José II do Sacro Império Romano-Germânico e Carlos Teodoro da Baviera em 1785.

## Doença do marido

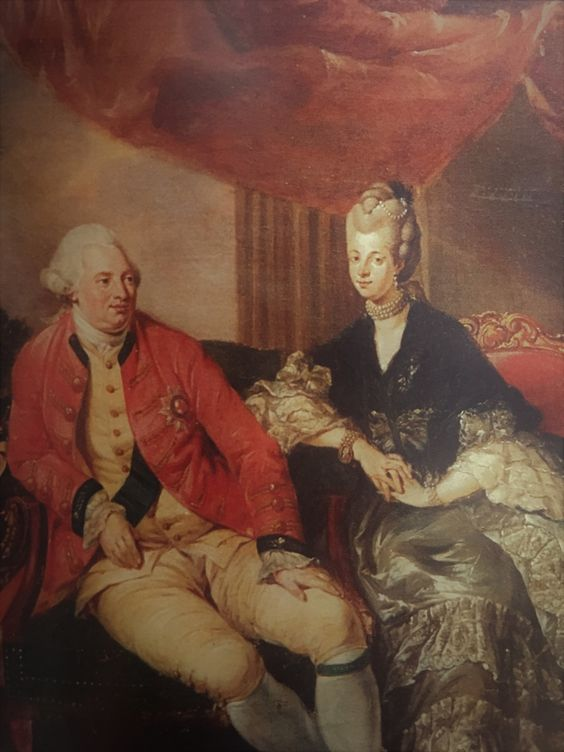
Rainha Carlota e Rei Jorge III

Alguns contemporâneos, incluindo Charlotte Papendiek, uma das damas de companhia de Carlota, acreditavam que Jorge III sofreu pela primeira vez de doença mental em 1765. No entanto, a governanta real, lady Charlotte Finch, registrou que o rei estava apenas doente com febre; ao contrário da Sra. Papendiek, que estava em julho de 1765, lady Finch estava presente na casa real na época. A Sra. Papendiek afirmou em suas memórias que a princesa Augusta tentou manter Carlota inconsciente da situação para se estabelecer como regente. O Projeto de Lei de Regência de 1765 afirmava que se o rei se tornasse permanentemente incapaz de governar, Carlota deveria atuar como regente até que o Príncipe de Gales atingisse a maioridade.
O surto de doença física e mental de Jorge III começou em outubro de 1788 e durou até março de 1789. Carota ficou profundamente angustiada com a mudança no comportamento do marido. A escritora Frances Burney, na época uma das damas da rainha, ouviu-a gemendo para si mesma com um "som desanimador": "O que será de mim? O que será de mim?" Quando o rei desmaiou uma noite, ela se recusou a ficar sozinha com ele e insistiu com sucesso que lhe dessem seu próprio quarto. Quando o médico, Richard Warren, foi chamado, ela não foi informada e não teve a oportunidade de falar com ele sobre isso. Quando informada pelo príncipe de gales que o rei seria removido para Kew, mas que ela deveria se mudar para a Queen's House ou para Windsor, ela insistiu com sucesso que acompanhasse seu esposo a Kew, dizendo ao filho "Onde o rei estiver, lá estarei eu". No entanto, ela e suas filhas foram levadas para Kew separadamente do rei e viveram isoladas dele durante sua doença. Elas o visitavam regularmente, mas as visitas tendiam a ser desconfortáveis, pois ele tinha uma tendência a abraçá-las e se recusar a deixá-las ir.

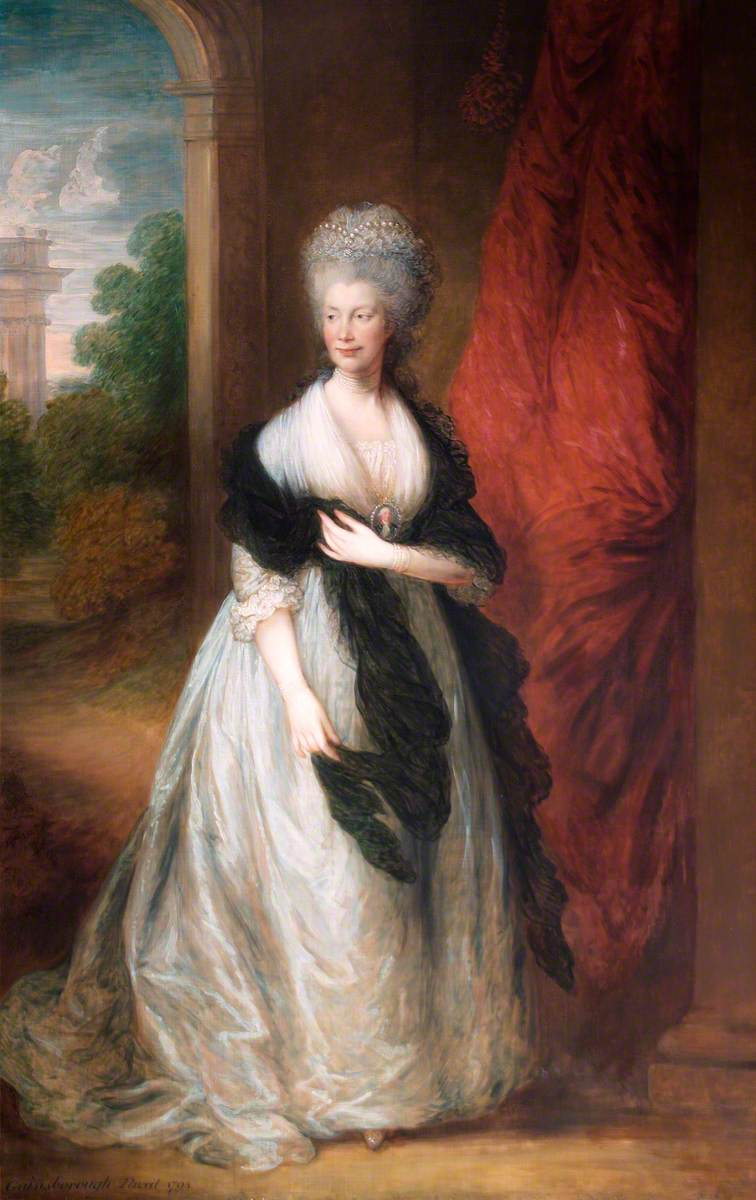
Rainha Carlota, por Thomas Gainsborough, 1794

Durante a doença do rei em 1788, surgiu um conflito entre a rainha e o príncipe de Gales, que suspeitavam um do outro de desejar assumir a regência caso a doença do rei se tornasse permanente, resultando em ele ser declarado inapto para governar. Carlota suspeitava que seu filho tinha um plano para declarar o rei louco com a ajuda do Doutor Warren e assumir a regência. Os seguidores do príncipe de Gales, notavelmente Sir Gilbert Ellis, por sua vez suspeitavam que a rainha tinha um plano para declarar o rei são com a ajuda do Doutor Francis Willis e do Primeiro Ministro William Pitt, para que ele pudesse nomeá-la regente caso ele adoecesse novamente e, em seguida, declarasse-o louco novamente e assumisse a regência. De acordo com o Doutor Warren, o Doutor Willis o pressionou para declarar o rei são por ordem da rainha.
No Projeto de Lei da Regência de 1789, o príncipe de Gales foi declarado regente caso o rei se tornasse permanentemente insano, mas também colocou o próprio rei, sua corte e filhos menores sob a tutela da rainha.  O conflito em torno da regência levou a uma séria discórdia entre o príncipe de Gales e sua mãe. Em uma discussão, ele a acusou de ter ficado do lado de seus inimigos, enquanto ela o chamava de inimigo do rei. O conflito deles se tornou público quando ela se recusou a convidá-lo para o concerto realizado em comemoração à recuperação do rei, o que criou um escândalo. Durante este período, a rainha Carlota foi caricaturada em gravuras satíricas que a retratavam como uma mãe antinatural e uma criatura do Primeiro Ministro. Em janeiro de 1789, o The Times acusou a oposição de iniciar "um ataque muito escandaloso à rainha, não apenas por meio de conversas privadas, mas por meio das gravuras em seu interesse". A rainha Carlota e o príncipe de Gales reconciliaram-se finalmente, por iniciativa dela, em março de 1791.
Como resultado da doença do rei em 1788-89 e dos ataques públicos ao seu caráter, a personalidade da rainha mudou: ela desenvolveu um temperamento terrível e não gostava mais de aparecer em público, nem mesmo nos concertos musicais que tanto amava; e seus relacionamentos com seus filhos adultos ficaram tensos. A partir de 1792, ela encontrou algum alívio de sua preocupação com o marido ao planejar os jardins e a decoração de uma nova residência para si mesma, Frogmore House, no Windsor Home Park.
Quando a saúde mental do rei piorou novamente em 1804, isso causou uma grave ruptura no casamento real. Apesar dos apelos de suas filhas e dos médicos do rei, a rainha Carlota dormia em um quarto separado, fazia suas refeições separadamente do rei e evitava passar tempo sozinha com ele.

## Interesses e apoios

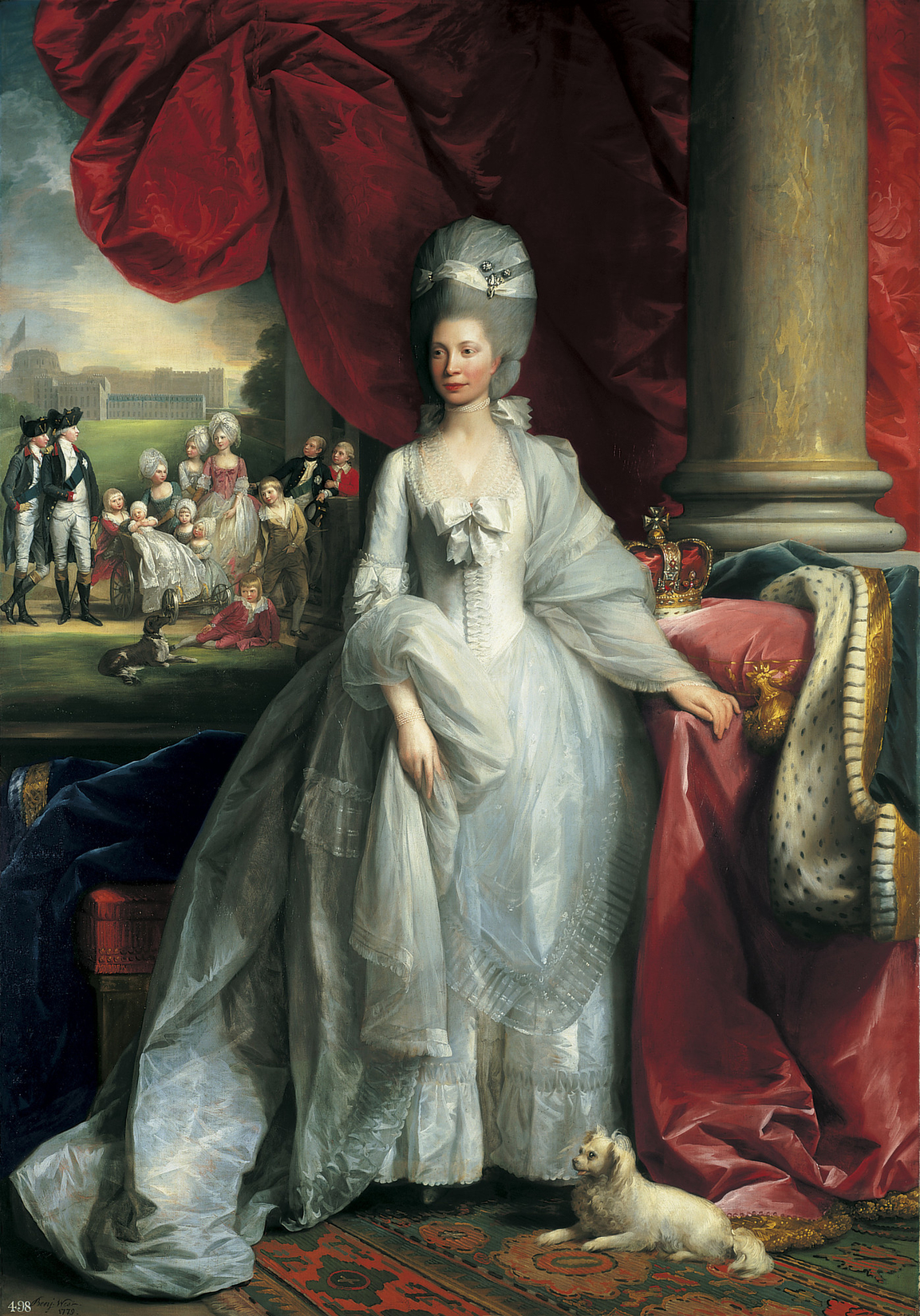
Rainha Carlota, por Benjamin West, 1779

O rei Jorge III e a rainha Carlota eram grandes conhecedores de música e admiravam os trabalhos de Georg Friedrich Händel. Ambos tinham um gosto especial por música alemã e davam honras especiais aos artistas e compositores deste país.
Em 1764, Wolfgang Amadeus Mozart, na altura com oito anos de idade, visitou a Grã-Bretanha com a sua família durante a sua grande digressão pela Europa e ficou no país entre abril e junho desse ano. A família Mozart foi chamada à corte no dia 19 de maio e o compositor deu um concerto para um número muito reduzido de pessoas que durou das seis até às dez da noite. Johann Christian Bach, décimo-primeiro filho do grande Johann Sebastian Bach, era na altura o mestre de música da rainha e entregou composições complicadas de Händel, Bach e Abel para que o rapaz tocasse. Mozart tocou-as todas sem olhar para as partituras e os presentes ficaram impressionados. Depois do concerto, Mozart acompanhou a rainha no piano para tocar uma ária que Carlota cantou e tocou durante algum tempo a sua flauta. No dia 29 de outubro, a família Mozart regressou ao país para celebrar o quarto aniversário do rei no trono. Como recordação do favor real, o pai de Mozart, Leopold, publicou seis sonatas compostas por Wolfgang, conhecidas por Opus 3, que dedicou à rainha no dia 18 de janeiro de 1765. A rainha agradeceu esta dedicação presenteando o compositor com cinquenta guinéus.
A rainha Carlota era uma botânica amadora que se interessou muito pelos Jardins de Kew e, na era da descoberta, quando os viajantes e exploradores como o capitão Cook e sir Joseph Banks, traziam constantemente novas espécies e variedades de plantes, a rainha garantiu que as colecções eram enriquecidas e aumentadas. O seu interesse por botânica levou a que a magnífica flor da África do Sul, o Pássaro do Paraíso, recebesse o nome de Strelitzia reginae em sua honra.

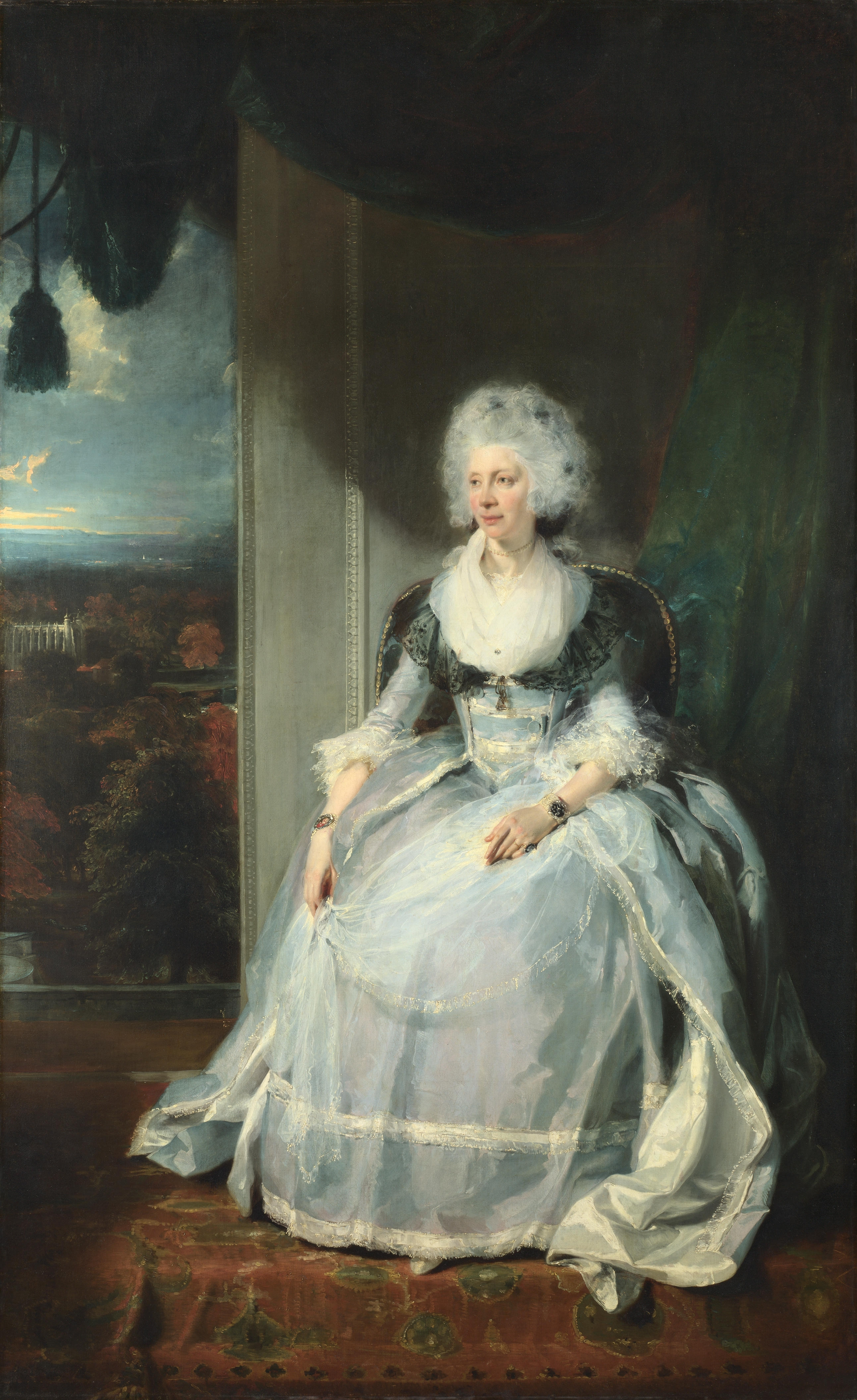
Rainha Carlota, por Thomas Lawrence, 1789, na Royal Collection

Entre os artistas preferidos do casal real encontravam-se o marceneiro William Vile, o ourives Thomas Heming, o arquitecto de paisagens Capability Brown e o pintor alemão Johann Zoffany que pintava frequentemente o rei, a rainha e os filhos em cenas informais, tais como o retrato da rainha Carlota com os seus filhos ao lado de um toucador. Até 1788, os retratos de Carlota representavam-na frequentemente em poses maternais com os seus filhos e a rainha parecia sempre jovem e feliz. Contudo, 1788 foi o ano em que o seu marido adoeceu gravemente e enlouqueceu durante um breve período de tempo. Atualmente, acredita-se que o rei sofresse de porfiria, uma doença genética, mas, na altura, não se sabia qual fosse a doença. O retrato da rainha, feito na época por sir Thomas Lawrence, marca a transição para os retratos em que Carlota aparece muito mais velha. De fato, a responsável pela roupa da rainha, mrs. Papendiek, escreveu que ela estava muito mudada, com os cabelos bastante grisalhos.
A rainha Carlota também foi creditada por introduzir a árvore de Natal na Grã-Bretanha e suas colônias. Inicialmente, Carlota decorou um único galho de teixo, uma tradição natalina comum em sua cidade natal, Meclemburgo-Strelitz, para celebrar o Natal com membros da família real e da casa real. Ela decorou o galho com a ajuda de suas damas de companhia e então reuniu a corte para cantar canções de natal e distribuir presentes. Em dezembro de 1800, a rainha Carlota montou a primeira árvore de Natal inglesa conhecida no Queen's Lodge, Windsor. Naquele ano, ela deu uma grande festa de Natal para as crianças de todas as famílias de Windsor e colocou uma árvore inteira na sala de estar, decorada com enfeites de Natal, vidro, enfeites e frutas. John Watkins, que compareceu à festa de Natal, descreveu a árvore em sua biografia da rainha: "dos galhos da qual pendiam cachos de doces, amêndoas e passas em papéis, frutas e brinquedos, dispostos com muito bom gosto; tudo iluminado por pequenas velas de cera. Depois que a companhia caminhou ao redor e admirou a árvore, cada criança obteve uma porção dos doces que ela trazia, junto com um brinquedo, e então todos voltaram para casa bastante satisfeitos." A prática de decorar uma árvore tornou-se popular entre a nobreza e a pequena nobreza britânicas e, mais tarde, espalhou-se para as colônias.
A rainha também abriu orfanatos e um hospital para grávidas. Posteriormente, foi renomeado como Queens's Hospital e hoje é o Hospital Queen Charlotte e Chelsea.

## Relação com Maria Antonieta
A Revolução Francesa de 1789 provavelmente terá aumentado ainda mais a angústia da rainha. Carlota e a rainha Maria Antonieta tinham uma relação bastante próxima. Carlota era onze anos mais velha do que a rainha francesa, mas ambas partilhavam muitos interesses, tais como o amor pela música e pelas artes que as duas apoiavam entusiasticamente. Embora nunca se tenham conhecido pessoalmente, trocavam correspondência com frequência. Maria Antonieta contou as suas angústias a Carlota durante a revolução. Carlota até preparou aposentos no seu palácio, esperando que família real francesa se refugiasse em Inglaterra. Após a execução de Maria Antonieta e dos acontecimentos que se seguiram, diz-se que Carlota ficou chocada e completamente dominada pelo pensamento de que tal pudesse acontecer a um reino, principalmente um reino tão próximo da Grã-Bretanha.

## Durante a Regência

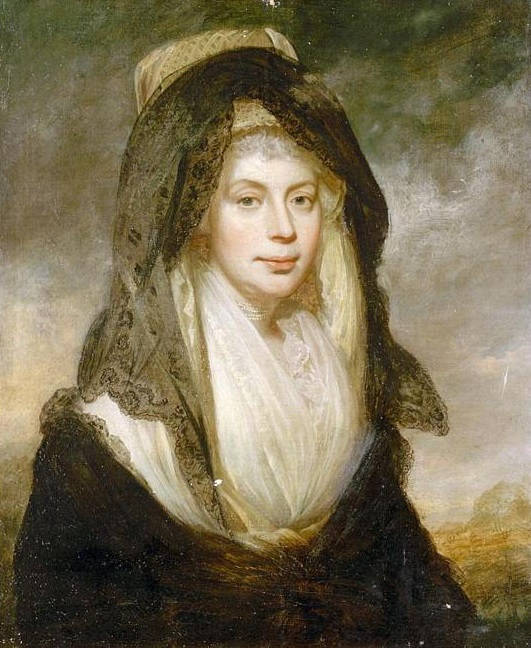
Rainha Carlota em seus últimos anos
William Beechey, 1812

Após o início de sua loucura permanente em 1811, Jorge III foi colocado sob a tutela de sua esposa, de acordo com o Projeto de Lei de Regência de 1789. Ela não conseguia visitá-lo com muita frequência, devido ao seu comportamento errático e reações violentas ocasionais. Acredita-se que ela não o visitou novamente depois de junho de 1812. No entanto, Carlota continuou apoiando seu esposo enquanto sua doença piorava na velhice. Enquanto seu filho, o príncipe regente, exercia o poder real, ela foi a guardiã legal de seu esposo de 1811 até sua morte em 1818. Devido à extensão da doença do rei, ele era incapaz de saber ou entender que ela havia morrido.
Durante a Regência de seu filho, a rainha Charlotte continuou a desempenhar seu papel como primeira-dama na representação real devido ao afastamento do príncipe regente e sua esposa, Carolina de Brunsvique-Volfembutel. Como tal, ela atuou como anfitriã ao lado de seu filho em recepções oficiais, como as festividades dadas em Londres para celebrar a derrota do imperador Napoleão em 1814.Ela também supervisionou a educação de sua neta, a princesa Carlota de Gales. Durante seus últimos anos, ela foi recebida com uma crescente falta de popularidade e às vezes foi submetida a demonstrações. Depois de ter comparecido a uma recepção em Londres em 29 de abril de 1817, ela foi vaiada por uma multidão. Ela disse à multidão que era perturbador ser tratada assim depois de um serviço tão longo.

## Morte
A rainha morreu no Palácio de Kew, Surrey, aos setenta e quatro anos de idade, na presença do seu filho mais velho, o príncipe-regente, que estava sustentando sua mão enquanto ela estava sentada, posando para o retrato de família que era pintado naquele momento. A rainha foi enterrada na Capela de São Jorge no Castelo de Windsor. O seu marido morreu pouco mais de um ano depois. Carlota é a segunda consorte que esteve mais tempo no trono britânico, sendo que o único que a ultrapassa foi o duque de Edimburgo, consorte da rainha Isabel II. Ao todo, Carlota esteve no trono 57 anos e setenta dias.
O seu filho mais velho reivindicou as joias da mãe após a sua morte, mas o resto dos seus bens foram vendidos num leilão que durou de maio a agosto de 1819. As suas roupas, mobília e até a sua caixa de rapé foram vendidos pela Christie's. É muito improvável que o seu marido tenha sabido da sua morte, tendo também ele vindo a morrer cego, surdo e coxo catorze meses depois.

## Suposta ascendência africana

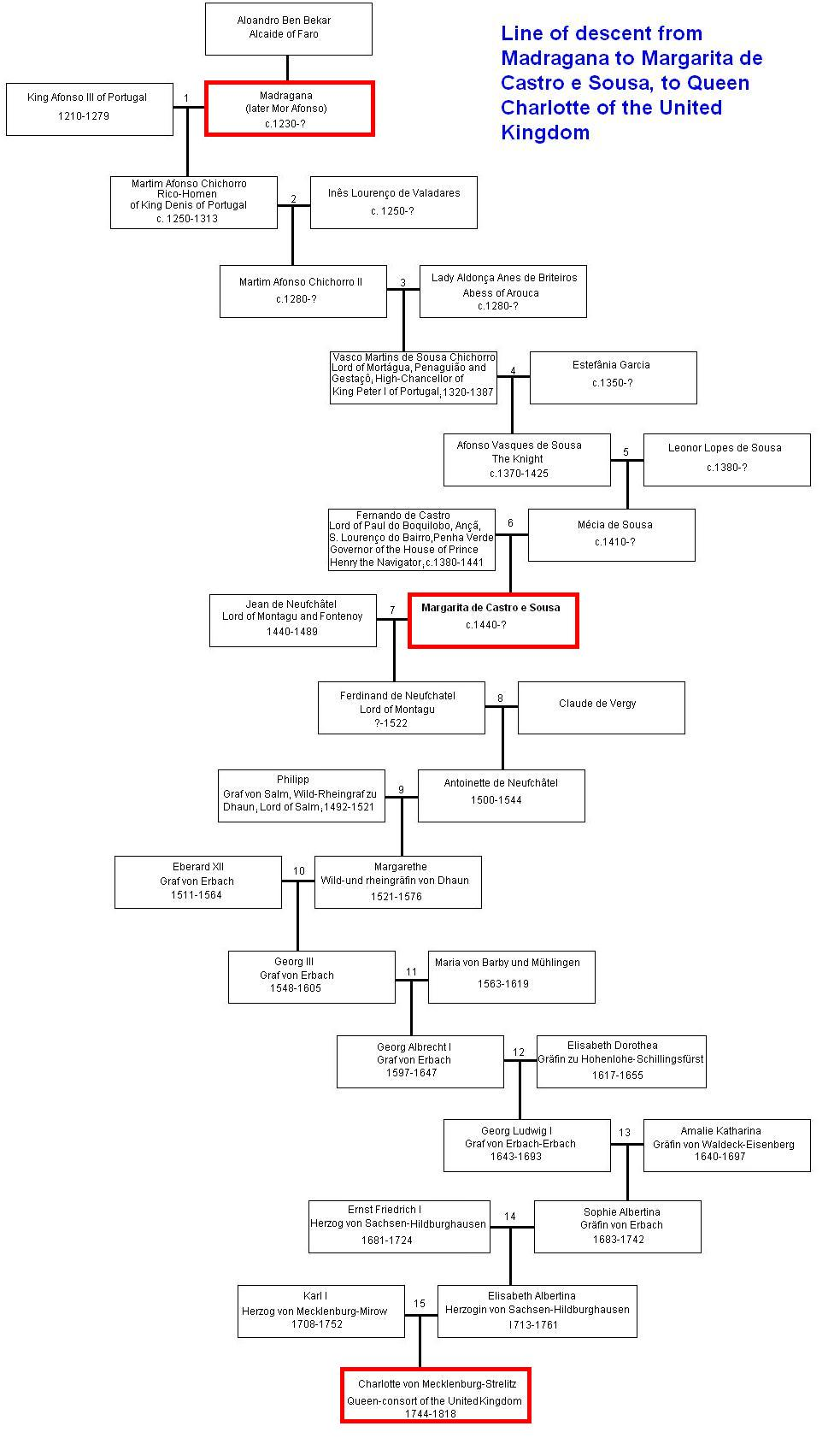
Genealogia da rainha Carlota

As alegações de que a Rainha Carlota poderia ter ascendência africana parcial são negadas pelos historiadores e acadêmicos modernos, sendo vistas como falsas. Tais insinuações surgiram pela primeira vez no livro Racial Mixture as the Basic Principle of Life, publicado em 1929 pelo historiador alemão Brunold Springer, que questionou a precisão de seu retrato pintado por Thomas Gainsborough. Baseando-se em um retrato alternativo feito por Allan Ramsay e em descrições contemporâneas de sua aparência, Springer concluiu que as "narinas largas e lábios grossos" de Carlota deviam indicar uma herança africana. O historiador amador jamaicano-americano J. A. Rogers concordou com Springer em seu livro de 1940 Sex and Race: Volume I, onde afirmou que a Rainha Carlota deveria ser "birracial" ou "negra". Na realidade, Carlota tinha ascendência germânica (da região de Meclemburgo), possivelmente conectada com o povo Vândalo, nativos da Europa oriental.
Os defensores da teoria da ascendência africana também interpretam literalmente o diário do Barão Stockmar, no qual ele descreveu Carlota como "pequena e corcunda, com um verdadeiro rosto mulato". Stockmar, que serviu como médico pessoal do neto de Carlota, Leopoldo I da Bélgica, chegou à corte apenas dois anos antes da morte da rainha, em 1816. Suas descrições dos filhos de Carlota nesse mesmo diário são igualmente pouco lisonjeiras.
Em 1997, Mario de Valdes y Cocom, genealogista e autoproclamado "pesquisador independente", popularizou e expandiu os argumentos anteriores em um artigo para o programa PBS Frontline, que desde então tem sido citado como a principal fonte em vários artigos sobre o assunto. Valdes também utilizou o retrato de Carlota feito por Allan Ramsay em 1761 como evidência de sua ascendência africana, destacando a "aparência africana inconfundível" e a "fisionomia negroide" da rainha. Valdes alegou que Carlota teria herdado essas características de uma ancestral distante, Madragana (nascida por volta de 1230), amante do rei Afonso III de Portugal (c. 1210–1279). Sua conclusão baseia-se em várias fontes históricas que descrevem Madragana como moura ou moçárabe, termos que Valdes interpretou erroneamente como significando que ela era negra.

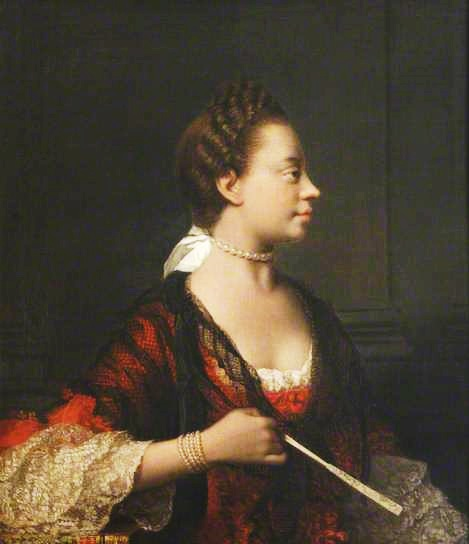
Retrato de perfil de Carlota

Embora popular entre o público em geral, essas alegações são rejeitadas pela grande maioria dos acadêmicos. Além do comentário de Stockmar sobre sua aparência pouco antes da morte, Carlota nunca foi descrita durante sua vida como tendo traços físicos especificamente africanos, muito menos ascendência africana ou até mesmo como tendo a pele mais parda. Além disso, sua retratística não era atípica para a época e os retratos pintados em geral não devem ser considerados evidências confiáveis da aparência real de uma pessoa. O uso do termo "moura" como identificador racial para a ancestral de Carlota, Madragana, também é inconclusivo, pois, durante a Idade Média, o termo era mais associado à afiliação religiosa do que à raça. De qualquer forma, Madragana era mais provavelmente uma moçárabe ibérica, e qualquer contribuição genética de uma ancestral de quinze gerações anteriores seria tão diluída que teria um efeito insignificante na aparência de Carlota. O historiador Andrew Roberts descreve essas alegações como "pura bobagem" e atribui sua popularidade pública à hesitação dos historiadores em abordá-las abertamente devido ao "fator de encolhimento cultural".
Em 2017, após o anúncio do noivado de Príncipe Harry e Meghan Markle, vários artigos de notícias foram publicados promovendo as alegações. David Buck, um porta-voz do Palácio de Buckingham, foi citado pelo Boston Globe dizendo: "Há rumores sobre isso há anos e anos. É uma questão de história e, francamente, temos coisas muito mais importantes para conversar".
Na série da Netflix de 2023 intitulada Queen Charlotte: A Bridgerton Story, a atriz India Amarteifio foi escalada como uma Carlota mestiça. Esta série foi criticada por historiadores da comunidade afro-britânica, como uma tentativa de colocar retroativamente os britânicos no lado certo da história racial do país.

## Representações na cultura
A rainha Carlota foi interpretada pela actriz Frances White na série Prince Regent, transmitida pela BBC em 1979, e, mais tarde, por Helen Mirren no filme The Madness of King George de 1994, e pela atriz Golda Rosheuvel em 2020, na série da Netflix Bridgerton, e por India Ria Amarteifio no aclamado spin-off da mesma, intitulado Rainha Charlotte: Uma história Bridgerton.

## Homenagens

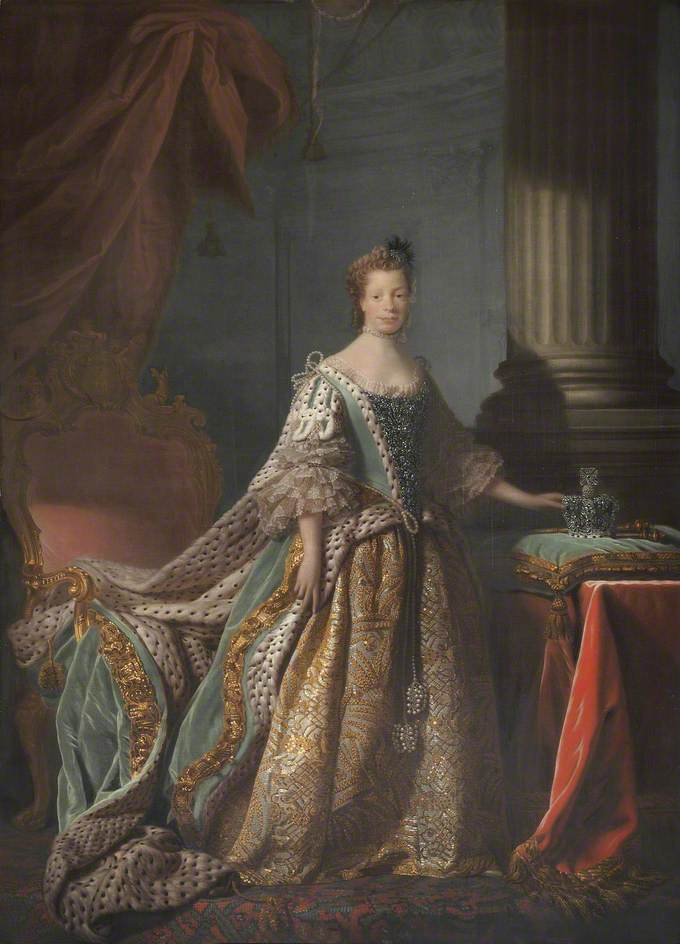
Rainha Carlota, cópia de um retrato de Allan Ramsay no Royal Hospital Chelsea

Lugares nomeados em homenagem à Carlota incluem as Ilhas Queen Charlotte (agora conhecidas como Haida Gwaii) na Colúmbia Britânica, Canadá, e Queen Charlotte City (agora conhecida como Daajing Giids) também em Haida Gwaii; Queen Charlotte Sound (não muito longe das Ilhas Haida Gwaii); Queen Charlotte Channel (perto de Vancouver, Canadá); Queen Charlotte Bay em West Falkland; Queen Charlotte Sound, Ilha Sul, Nova Zelândia; várias fortificações, incluindo Fort Charlotte, em São Vicente e Granadinas; as cidades de Charlottesville, na Virgínia; Charlottetown, na Ilha do Príncipe Eduardo; Charlotte, na Carolina do Norte; o Condado de Mecklenburg, na Carolina do Norte; Condado de Mecklenburg, na Virgínia; Condado de Charlotte, também na Virgínia; Condado de Charlotte, na Flórida; Port Charlotte, também Flórida; Charlotte Harbor, mais uma vez na Flórida; e Charlotte, em Vermont, foram nomeados após Carlota. As colônias norte-americanas propostas de Vandalia e Charlotina também foram nomeadas em sua homenagem. Em Tonga, a família real adotou o nome Salote (a versão tonganesa de Carlota) em sua homenagem, e indivíduos notáveis incluíam a rainha consorte Sālote Lupepau'u e a rainha reinante Salote Tupou III.
O financiamento fornecido por Carlota ao General Lying-in Hospital em Londres impediu seu fechamento; hoje ele é chamado de Queen Charlotte's and Chelsea Hospital e é um reconhecido centro de excelência entre os hospitais de maternidade. Uma grande cópia do retrato de Allan Ramsay da rainha Carlota está pendurada no saguão principal do hospital. O Queen Charlotte's Ball, um baile anual de debutantes que originalmente financiou o hospital, leva o nome dela.
Uma estátua de chumbo provavelmente da rainha Carlota, datada de c. 1775, fica na Queen Square em Bloomsbury, Londres, e há duas estátuas dela em Charlotte, na Carolina do Norte: no Aeroporto Internacional de Charlotte-Douglas e no International Trade Center.
A Universidade Rutgers, foi fundada em 1766 como Queen's College, em referência à rainha Carlota. Foi renomeada em 1825 em homenagem a Henry Rutgers, um oficial da Guerra Revolucionária e benfeitor da faculdade. Seu edifício mais antigo existente, Old Queen's (construído entre 1809 e 1823), e o quarteirão que forma o núcleo histórico da universidade, Queen's Campus, mantêm seus nomes originais.
Strelitzia, um gênero de plantas com flores nativas da África do Sul que se tornou onipresente em regiões de clima quente em todo o mundo, recebeu o nome de Meclemburgo-Strelitz, país nativo de Carlota.

## Títulos, estilos e brasão

### Títulos e estilos
- 19 de maio de 1744 - 8 de setembro de 1761: Sua Alteza Sereníssima, a princesa Carlota de Meclemburgo[120]
- 8 de setembro de 1761 - 17 de novembro de 1818: Sua Majestade, a Rainha

### Brasão
| Brasão de Carlota (1761-1801) | Brasão de Carlota (1801-1816) | Brasão de Carlota (1816-1818) |

## Descendência

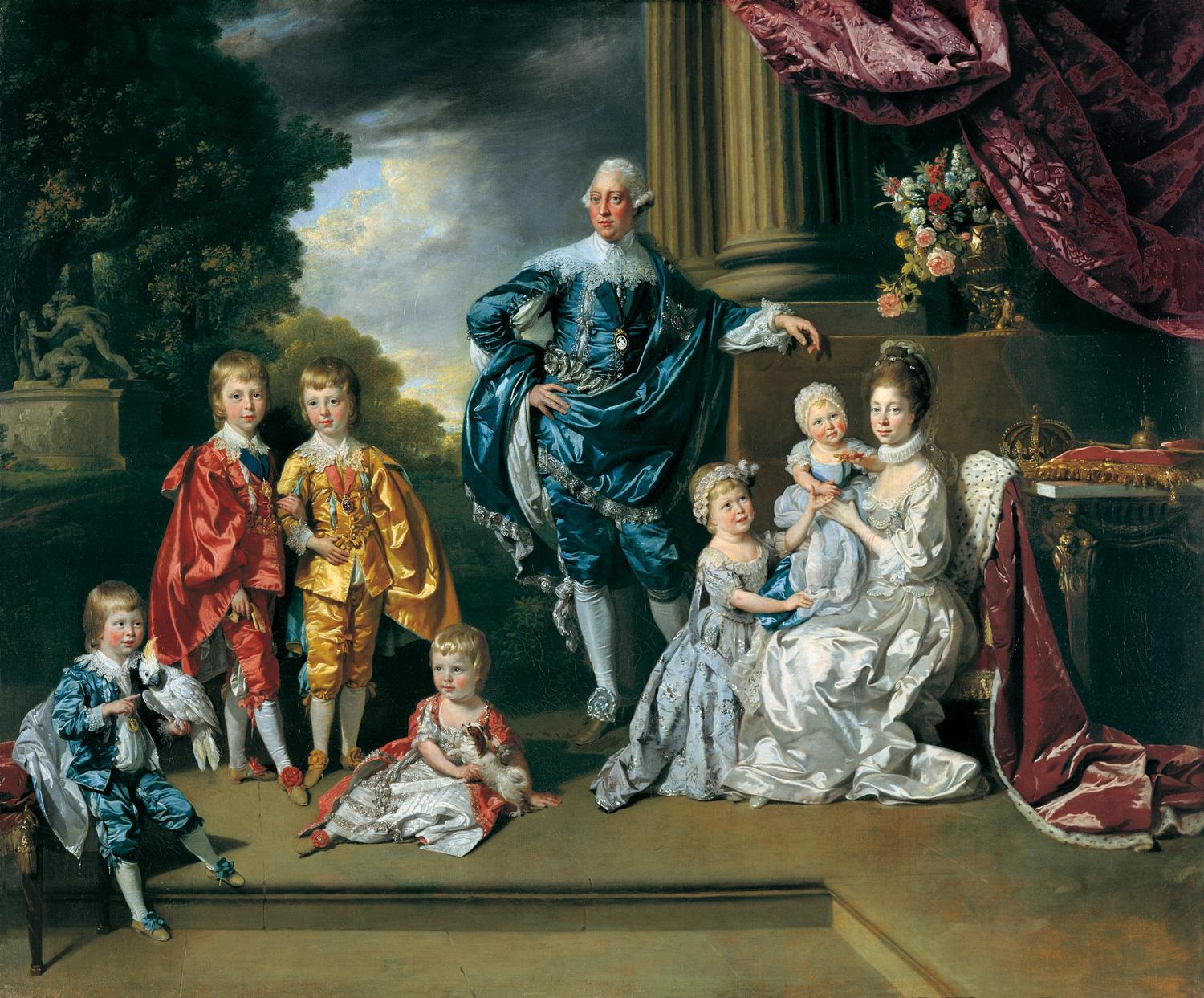
Jorge III, Rainha Carlota e seus Seis Filhos Mais Velhos, por Johann Zoffany em 1770 na Royal Collection. Esquerda para direita: Guilherme, Jorge, Frederico, Eduardo, Jorge III, Carlota e Augusta Sofia com a rainha Carlota.

| Nome                                | Nascimento              | Morte                  | Notas                                                                                            |
| ----------------------------------- | ----------------------- | ---------------------- | ------------------------------------------------------------------------------------------------ |
| Jorge IV do Reino Unido             | 12 de agosto de 1762    | 26 de junho de 1830    | Casou-se com Carolina de Brunsvique-Volfembutel, com descendência.                               |
| Frederico, Duque de Iorque e Albany | 16 de agosto de 1763    | 5 de janeiro de 1827   | Casou-se com Frederica Carlota da Prússia, sem descendência.                                     |
| Guilherme IV do Reino Unido         | 21 de agosto de 1765    | 20 de junho de 1837    | Casou-se com Adelaide de Saxe-Meiningen, com descendência.                                       |
| Carlota, Princesa Real              | 29 de setembro de 1766  | 6 de outubro de 1828   | Casou-se com Frederico I de Württemberg, com descendência.                                       |
| Eduardo, Duque de Kent e Strathearn | 2 de novembro de 1767   | 23 de janeiro de 1820  | Casou-se com Vitória de Saxe-Coburgo-Saalfeld, com descendência.                                 |
| Augusta Sofia do Reino Unido        | 8 de novembro de 1768   | 22 de setembro de 1840 | Não se casou.                                                                                    |
| Isabel do Reino Unido               | 22 de maio de 1770      | 10 de janeiro de 1840  | Casou-se com Frederico VI, Conde de Hesse-Homburgo, sem descendência.                            |
| Ernesto Augusto I de Hanôver        | 5 de junho de 1771      | 18 de novembro de 1851 | Casou-se com Frederica de Meclemburgo-Strelitz, com descendência.                                |
| Augusto Frederico, Duque de Sussex  | 27 de janeiro de 1773   | 22 de abril de 1843    | Casou-se com Augusta Murray, com descendência. Casou-se com Cecília Underwood, sem descendência. |
| Adolfo, Duque de Cambridge          | 24 de fevereiro de 1774 | 8 de junho de 1850     | Casou-se com Augusta de Hesse-Cassel, com descendência.                                          |
| Maria do Reino Unido                | 25 de abril de 1776     | 30 de abril de 1857    | Casou-se com Guilherme, Duque de Gloucester e Edimburgo, sem descendência.                       |
| Sofia do Reino Unido                | 3 de novembro de 1777   | 27 de maio de 1848     | Não se casou.                                                                                    |
| Otávio da Grã-Bretanha              | 23 de fevereiro de 1779 | 3 de maio de 1783      | Morreu aos 4 anos.                                                                               |
| Alfredo da Grã-Bretanha             | 22 de setembro de 1780  | 20 de agosto de 1782   | Morreu aos 23 meses.                                                                             |
| Amélia do Reino Unido               | 7 de agosto de 1783     | 2 de novembro de 1810  | Não se casou, morreu aos 27 anos.                                                                |